# Paragomphus maynei
Paragomphus maynei är en trollsländeart som först beskrevs av Henri Schouteden 1934.  Paragomphus maynei ingår i släktet Paragomphus och familjen flodtrollsländor. IUCN kategoriserar arten globalt som otillräckligt studerad. Inga underarter finns listade i Catalogue of Life.